# Склеротиниевые
Склеротиниевые (лат. Sclerotiniaceae) — семейство грибов-аскомицетов, входящее в порядок Гелоциевые. Большинство видов семейства — патогены растений.

## Роды
В семейство включены следующие роды:
- Asterocalyx
- Botryotinia
- Botrytis
- Ciboria
- Ciborinia
- Coprotinia
- Cudoniopsis
- Dicephalospora
- Dumontinia — Думонтиния
- Elliottinia
- Encoelia
- Grovesinia
- Kohninia
- Lambertellina
- Martininia
- Mitrula — Митрула
- Mitrulinia
- Monilinia — Монилиния
- Moserella
- Myriosclerotinia
- Ovulinia
- Phaeosclerotinia
- Poculina
- Pseudociboria
- Pycnopeziza
- Redheadia
- Sclerocrana
- Sclerotinia — Склеротиния
- Seaverinia
- Septotinia
- Streptotinia
- Stromatinia
- Torrendiella
- Valdensinia
- Zoellneria